# Source Sissi Stefanidi
La Source Sissi Stefanidi (Izvorul Sissi Stefanidi), érigée dans le parc Cișmigiu dans la ville de Bucarest en Roumanie, est une sculpture réalisé par Ion Dimitriu-Bârlad, qui représente une mère en deuil à la suite de la disparition de sa fille, l'eau s'écoulant du récipient qu'elle porte.
En bas de la statue est gravée l'inscription Izvorul Sissi. Închinat scumpei mele copile, Sissi Stefanidi. (Source Sissi. Dédiée à ma chère enfant, Sissi Stefanidi.). Comme l'indique ladite inscription, la source a été érigée en hommage à la famille Stefanidi à la suite de la mort de leur fille Sissi.
L'endroit où la statue est érigée appartenait à cette famille avant que la mairie de Bucarest en fasse de nouveaux jardins.